# Taracus timpanogos
Espèce
Taracus timpanogos est une espèce d'opilions dyspnois de la famille des Taracidae.

## Distribution
Cette espèce est endémique d'Utah aux États-Unis. Elle se rencontre dans le comté d'Utah dans les grottes Timpanogos Cave, Professor Buss Cave et North Madhouse Cave.

## Description
Le mâle holotype mesure 4,6 mm et la femelle paratype 5,33 mm.

## Systématique et taxinomie
Cette espèce a été décrite par Shear en 2016.

## Étymologie
Son nom d'espèce lui a été donné en référence au lieu de sa découverte, Timpanogos Cave National Monument.

## Publication originale
- Shear & Warfel, 2016 : « The harvestman genus Taracus Simon 1879, and the new genus Oskoron (Opiliones: Ischyropsalidoidea: Taracidae). » Zootaxa, no 4180, p. 1–71.